# Ovodda
Ovodda (sardisk: Ovòdda) er en by og en kommune (comune) i provinsen Nuoro i regionen Sardinien i Italien. Byen ligger i 751 meters højde og har 1.602 indbyggere (2016). Kommunen har et areal på 40,85 km² og grænser til kommunerne Desulo, Fonni, Gavoi, Ollolai, Teti og Tiana.